# Aequigidiella aquilifera
Aequigidiella aquilifera is een vlokreeftensoort uit de familie van de Bogidiellidae. De wetenschappelijke naam van de soort is voor het eerst geldig gepubliceerd in 1989 door Botosaneanu & Stock.